# شهرستان پیشوا
شهرستان پیشوا یکی از شهرستان‌های استان تهران ایران است.
شهرستان پیشوا که مرکز آن شهر پیشوا است؛ متشکل از بخش‌های مرکزی شامل دهستان‌های عسگریه و پیشوا و بخش جلیل‌آباد شامل دهستان‌های جلیل‌آباد و طارند است.

## پیشینه
شهرستان پیشوا تا سال ۱۳۸۹ بخشی از شهرستان ورامین بود که در آن سال به شهرستان پیشوا ارتقا یافت.

## تقسیمات کشوری

### بخش‌ها
| رتبه در شهرستان | نام بخش      | جمعیت ۱۳۸۵ | جمعیت ۱۳۹۰ | جمعیت ۱۳۹۵ |
| --------------- | ------------ | ---------- | ---------- | ---------- |
| ۱               | بخش مرکزی    | ۵۶۲۵۷ نفر  | ۶۱۵۴۵      | ۷۳۶۱۱      |
| ۲               | بخش جلیل‌آباد | ۱۴۱۸۷ نفر  | ۱۳۹۰۹      | ۱۲۹۹۰      |

### دهستان‌ها
| رتبه در شهرستان | بخش          | نام دهستان        | جمعیت ۱۳۸۵ | جمعیت ۱۳۹۰ | جمعیت ۱۳۹۵ |
| --------------- | ------------ | ----------------- | ---------- | ---------- | ---------- |
| ۱               | بخش مرکزی    | شهر پیشوا         | ۴۱۸۸۰ نفر  | ۴۷۲۵۳      | ۵۹۱۸۴      |
| ۲               | بخش مرکزی    | دهستان عسگریه     | ۱۰۶۸۵ نفر  | ۱۰۴۰۰      | ۱۰۱۸۷      |
| ۵               | بخش مرکزی    | دهستان پیشوا      | ۳۶۹۵ نفر   | ۳۸۹۲       | ۴۲۴۰       |
| ۶               | بخش جلیل‌آباد | شهر جلیل‌آباد      | ۵۵۹۰ نفر   |            | ۶۹۶۰       |
| ۳               | بخش جلیل‌آباد | دهستان جلیل‌آباد   | ۷۴۸۰ نفر   | ۷۳۰۰       | ۶۹۶۰       |
| ۴               | بخش جلیل‌آباد | دهستان طارند بالا | ۶۷۰۷ نفر   | ۶۶۰۹       | ۶۰۳۰       |

## جمعیت
بنابر سرشماری مرکز آمار ایران، جمعیت بخش پیشوای شهرستان ورامین در سال ۱۳۸۵ برابر با ۶۹٬۹۹۵ نفر بوده‌است.
طبق سرشماری سال ۱۳۹۰ خورشیدی، جمعیت شهرستان پیشوا ۷۵٬۷۵۴ نفر برآورد شده‌است.
در سرشماری سال ۱۳۹۵، جمعیت شهرستان پیشوا  ۸۶۶۰۱ نفر می‌باشد.

## حمل و نقل
شهرستان پیشوا به اتوبوس‌های تندرو پایتخت متصل نیست ولی به متروهای شهری تهران متصل است (قطارهای شهری)